# Xã Salisbury, Quận Chariton, Missouri
Xã Salisbury (tiếng Anh: Salisbury Township) là một xã thuộc quận Chariton, tiểu bang Missouri, Hoa Kỳ. Năm 2010, dân số của xã này là 2.504 người.